# Gustav Scherz
Gustav Scherz CSsR (* 17. Februar 1895 in Wien; † 29. März 1971 in Kopenhagen) war ein österreichischer römisch-katholischer Theologe und Ordenspriester der Kongregation des Heiligsten Erlösers.

## Leben
Scherz besuchte Gymnasien in Katzelsdorf, Leoben und Hall. 1913 trat er bei den Redemptoristen ein und studierte in Mautern in Steiermark Philosophie und Theologie. 1919 wurde er vom Grazer Bischof Leopold Schuster zum Priester geweiht und wirkte 1920/1921 als Kaplan in der Lungenheilstätte Enzenbach. 1922 ging nach Kopenhagen in die Missionspfarrei St. Annae. Er lernte in der St. Annae Skole, die er von 1939 bis 1954 leitete, zunächst einmal selbst dänische Sprache, Geschichte und Literatur. Von 1932 bis 1939 leitete er die Schriftleitung des katholischen dänischen Wochenblattes Nordisk Ugeblad for katolske Kristne.

## Schriften (Auswahl)
- als Herausgeber: Dissertations on Steno as geologist. Odense 1971, ISBN 87-7492-031-6.
- Niels Steensen (Nicolaus Steno) (1638–1686). Der Goldschmiedsohn aus Kopenhagen, der als bahnbrechender Naturforscher Weltruhm errang, aber die Wissenschaft aufopferte, um ein Diener Gottes von legendärem Ruf zu werden. Kopenhagen 1984, ISBN 87-87646-38-2.
- Niels Stensen. Eine Biographie 1638–1677. Leipzig 1987, ISBN 3-7462-0018-0.
- Niels Stensen. Eine Biographie 1677–1686. Leipzig 1988, ISBN 3-7462-0229-9.